# 特雷莎·博雷尔
特雷莎·博雷尔（英語：Teresa Borrell，1962年5月19日—），新西兰女子射击运动员。她曾代表新西兰参加2002年和2006年英联邦运动会射击比赛，获得一枚金牌。她也曾参加2000年夏季奥林匹克运动会。